# Jamtamot
Jamtamot var Jämtlands (Jemtland) ting på Frösön (Frøsø) som eksisterede fra første halvdel af 900-tallet frem til 1500-tallet, hvor dets hovedfunktion gik over fra et åbent alting til et repræsentativt lagting.